# Polia plebeja
Polia plebeja är en fjärilsart som beskrevs av Jacob Hübner 1803. Polia plebeja ingår i släktet Polia och familjen nattflyn. Inga underarter finns listade i Catalogue of Life.